# Manacapuru
Manacapuru, amtlich Município de Manacapuru, war mit über 85.141 Einwohnern laut Volkszählung 2010 die viertgrößte Stadt im brasilianischen Bundesstaat Amazonas. Die Bevölkerung wurde durch das brasilianische Statistikamt zum 1. Juli 2021 auf 99.613 Einwohner anwachsend geschätzt, die Fläche beträgt rund 7337 km² (2020) und die Bevölkerungsdichte liegt bei 11,6 Einwohnern pro km², die Manacapuruenser (manacapuruenses) genannt werden. Sie nimmt die vierte Stelle der 62 Munizips von Amazonas nach Itacoatiara ein. Die Gemeinde ist Teil der Metropolregion Manaus.

## Geografie

### Lage
Die Stadt liegt 84 Kilometer westlich der Hauptstadt Manaus, Amazonas-aufwärts – wobei der Amazonas oberhalb von Manaus und der Einmündung des Rio Negro in Brasilien Rio Solimões genannt wird.
Im Süden grenzt das Gebiet von Manacapuru an Manaquiri, im Südwesten an Beruri, im Westen an Anamã und Caapiranga, im Norden an Novo Airão.

### Klima
Die Stadt hat tropisches Regenwaldklima, Af nach der Klimaklassifikation nach Köppen und Geiger. Die Durchschnittstemperatur ist 27,3 °C. Die Niederschlagsmenge liegt im Schnitt bei 2309 mm im Jahr.

### Ökologie
In Manacapuru befindet sich die Fazenda Serengal, eine Auffangstation für Amazonas-Manatis. Ort werden die Süßwasser-Sehkühe im Lago do Balermino auf ein Leben in Freiheit vorbereitet. Bei den geretteten Tieren handelt es sich oft um Jungtiere.

### Verkehrsanbindung
Eine Asphaltstraße durch Iranduba, die AM-070, verbindet die Stadt mit Manaus. Zuerst musste man aber bis 2011 die Autofähre São Raimundo benutzen, um von dort aus über den Rio Negro zu kommen, wohingegen man seit dem 24. Oktober 2011 über die Straßenbrücke Ponte Rio Negro fahren kann. Die Staatsstraße AM-352 nach Novo Airão ist die einzige Landverbindung der Stadt am Rio Negro.
Der nächstgelegene Flughafen Aeroporto Internacional Eduardo Gomes ist rund 70 km entfernt.

## Geschichte
Die Region um Manacapuru wird, wie Funde von Steinspittern im benachbarten Iranduba zeigen, seit mindestens 8000 Jahren besiedelt. Vor 3000 Jahren entwickelte sich eine Kultur, die Keramik herstellte. Die Epoche der Keramiken von 200 v. Chr. bis 300 n. Chr. wird als Manacapuru-Kultur bezeichnet (Fase Manacapuru der Tradição Borda Incisa).

### Spanische Epoche
Gemäß dem Vertrag von Tordesillas fiel das komplette Amazonasbecken an Spanien. Im 16. und 17. Jahrhundert erkunden sie den Amazonas von Peru aus. Zu Beginn des 17. Jahrhunderts migrierten auch die Mura aus der Region von Loreto im heutigen Peru und siedelten u. a. in der Region am Rio Solimoes.

### Portugiesische Epoche
1709 vertrieben die Portugiesen bei Tefé die Spanier vom Rio Solimoes. 1755 entstand das Kapitanat São José do Rio Negro, der heutige Bundesstaat Amazonas, mit Sitz in Mariuá, dem heutigen Barcelos. In der Zeit um 1785 gab es flussabwärts der Mündung des Rio Manacapuru eine Fischerei, die den Sitz des Kapitanats in Barcelos versorgte. Die Portugiesen „befriedeten“ die Mura und erreichten ihre  Ansiedlung und die Gründung eines Dorfes an der Mündung des Flusses, von dem es den Namen Manacapuru erhielt.

### Neuere Geschichte
1865 wurde die Freguesia Manacapuru gegründet. 1894 wurde Manacapuru von Manaus ausgegliedert und zum Munizip erhoben. 1901 wurde Manacapuru, das zu dieser Zeit noch die Gemeinden Beruri und Caaparinga umfasste, der gleichnamige Gerichtsbezirk Manacapuru zugeordnet. 1939 wurden dann Beruri und Caapiranga zunächst zu Bezirken ohne Selbstverwaltungsrecht und 1981 endgültig von Manacapuru ausgegliedert und zu selbstständigen Municípios.

## Bevölkerung
Laut der Zählung von 2010 lebten im Munizip 85.141 Einwohnern. Von diesen lebten 2010 59.866 Einwohner im städtischen Bereich und 25.275 im ländlichen Raum und Regenwaldgebiet.

### Demografie
Die Bevölkerung von Manacapu ist jünger als der Bundesdurchschnitt. Während die Zahl der Menschen unter 14 auf oder über den bundesweiten Zahlen liegen, sind sie im zwischen 20 und 64 weit unter dem brasilianischen Durchschnitt.

### Religion
Beim Zensus von 2010 bekannten sich knapp über 45.000 Menschen zum katholischen Glauben. Etwas über 32.000 werden als evangelisch aufgeführt, wobei die Statistik nicht zwischen evangelisch protestantischen und den schnell wachsenden neopentakostalen Glaubensrichtungen unterscheidet.

### Ethnische Zusammensetzung
Ethnische Gruppen nach der statistischen Einteilung des IBGE (Stand 2000 mit 73.695 Einwohnern, Stand 2010 mit 85.141 Einwohnern): Von diesen lebten 2010 59.866 Einwohner im städtischen Bereich und 25.275 im ländlichen Raum und Regenwaldgebiet.
| Gruppe      | Anteil 2000 | Anteil 2010 | Anmerkung                        |
| ----------- | ----------- | ----------- | -------------------------------- |
| Brancos     | 16.371      | ▼ 13.961    | Weiße, Nachfahren von Europäern  |
| Pardos      | 51.579      | ▲ 67.746    | Mischrassige, Mulatten, Mestizen |
| Pretos      | 3.874       | ▼ 2.668     | Schwarze                         |
| Amarelos    | 129         | ▲ 426       | Asiaten                          |
| Indígenas   | 630         | ▼ 340       | indigene Bevölkerung             |
| ohne Angabe | 1.113       | –           |                                  |

Gesprochen wird ein Regionaldialekt, der als Nortista oder Amazofonia bezeichnet wird.

## Wirtschaft
Die Stadt lebt überwiegend von Landwirtschaft (Maniok, Maracuja, Bananen, Geflügel) und Fischfang (Tambaqui oder Schwarzer Pacu, Pirarucu oder Arapaima, Matrinxã oder Brycon amazonicus genannt). Dabei setzen etwa zwei Drittel der landwirtschaftliche Betriebe weder Düngemittel noch Pestizide ein. Die Fischerei stellt zunehmend auf die Aufzucht um, da die Bestände der Speisefische bedroht sind. Darüber hinaus gibt es zahlreiche Ziegeleien.

### Durchschnittseinkommen und Lebensstandard
Das monatliche Durchschnittseinkommen betrug 2019 den Faktor 1,8 des brasilianischen Mindestlohns (Salário mínimo) von R$ 990,00 (umgerechnet für 2019: rund 396 €). Der Index der menschlichen Entwicklung (HDI) ist mit 0,614 für 2010 als niedrig eingestuft.
Das Bruttosozialprodukt pro Kopf betrug 2016 rund 13.027 R$, das Bruttosozialprodukt der gesamten Gemeinde 1.241.891.888 R$ (275,4 Millionen €).

## Kultur und Freizeit
Manacapuru feiert jedes Jahr im Juli die Gründung der Stadt mit folkloristischen Shows, Straßenfesten und verschiedenen Attraktionen. Nahe der Stadt liegt auch der Lago das Piranhas oder der Strand Orla do Miriti. Im August findet dann traditionell das dreitägige Festival de Ciranda de Manacapuru statt, bei dem sich die Vereinigungen Flor Matizada, Guerreiros Mura und Tradicional einen Wettstreit um die beste Aufführung liefern.

## Kommunalpolitik
Stadtpräfekt ist seit 2017 Beto D’Angelo, mit vollem Namen Betanael da Silva D’Angelo. Er wurde bei der Kommunalwahl 2016 für die Amtszeit 2017 bis 2020 für den Partido Republicano da Ordem Social (PROS) gewählt. Bei der Kommunalwahl 2020 trat er für die Republicanos an und wurde für die Amtszeit 2021 bis 2024 wiedergewählt.
Die Legislative liegt bei einem Stadtrat (Câmara Municipal) aus 17 gewählten Ratsherren (vereadores).

## Sport
Manacapuru verfügt über den 1971 gegründeten Fußballverein Princesa do Solimões EC mit der Spielstätte Estádio Olímpico Municipal Gilberto Mestrinho.

## Trivia
Im gleichnamigen Fluss, der im Stadtgebiet von Nordwesten in den Solimões mündet, kamen bei den Flugunfällen der Selva Taxi Aéreo (1998) und der Manaus Aerotáxi (2009) im Verkehr zwischen Manaus und Tefé bzw. Coari (weiter oben am Solimões) alle vier Piloten und zusammen 32 Passagiere ums Leben.

## Söhne und Töchter der Stadt
- Enoque da Silva Reis (1907–1998), Gouverneur von Amazonas
- Elizabeth Azize (* 1940), Bundesabgeordnete für Amazonas